# Torricellia
Torricellia es un género de plantas con flores perteneciente a la familia  Torricelliaceae. Comprende tres especies.

## Especies
- Torricellia angulta
- Torricellia intermedia
- Torricellia tiliaefolia